# ルーカス・カストロ
ルーカス・ナウエル・カストロ（Lucas Nahuel Castro, 1989年4月9日 - ）は、アルゼンチン・ブエノスアイレス州ラプラタ出身のサッカー選手。アダナ・デミルスポル所属。ポジションはミッドフィールダー（オフェンシブハーフ、ウイング）。

## 経歴

### クラブ
ヒムナシア・イ・エスグリマ・ラ・プラタのユース出身で、2008年にトップチームデビュー。チームの2部降格に伴い、2011-12シーズンはラシン・クルブにレンタル移籍で加入した。2012年夏、アルゼンチン人が多く所属するイタリアのカルチョ・カターニアへ移籍。2015年6月29日、ACキエーヴォ・ヴェローナと延長オプション付きの3年契約を結んだ。
2018年6月30日、カリアリ・カルチョと2021年までの契約を結んだことが発表された。
2020年1月31日、SPALへレンタル移籍。
2021年7月13日、アダナ・デミルスポルと2年契約を締結した。